# 5111-es mellékút (Magyarország)
Az 5111-es mellékút egy közel 22 kilométer hosszú, négy számjegyű mellékút Tolna vármegye északkeleti részén; Dunaföldvár és Paks között húzódik, a két város által közrefogott, a Duna jobb partján sorakozó néhány kisebb település feltárásával.

## Nyomvonala
Dunaföldvár központjában ágazik ki az 52-es főútból, annak a 60+900-es kilométerszelvényénél lévő körforgalmú csomópontból, délkelet felé. Kevéssel ezután délebbi irányba fordul, Alsó Bölcske utca néven, így húzódik a belterület déli széléig, amit nagyjából két kilométer után ér el. Még csaknem további három kilométeren keresztül húzódik a város déli külterületei között; már nem jár messze az ötödik kilométerétől, amikor átlép a következő település területére.
Bölcske határai között folytatódik, a község első házait 6,6 kilométer után éri el, melyek között a Dunaföldvári út nevet viseli. A központ közelében, 8,2 kilométer után kiágazik belőle nyugat felé az 51 362-es számú mellékút, ez Szent András-puszta településrészre és az ottani kastélyokhoz vezet, érintve a Pusztaszabolcs–Paks-vasútvonal egykori Bölcske megállóhelyét is. A község délebbi részében az út a Petőfi Sándor nevet veszi fel, ezt azonban már meg is tartja a belterület déli széléig, dacára annak, hogy addig még két komolyabb, közel derékszögű iránytörésen halad keresztül.
Kevéssel a tizedik kilométere után hagyja el Bölcske legdélebbi házait, 11,3 kilométer után pedig már Madocsa határai között húzódik. Majdnem pontosan a 13. kilométerénél éri el e település első házait, ahol Bölcskei út lesz a neve. A központ közelében, a 14+150-es kilométerszelvénye táján nyugatnak fordul és a neve is Paksi útra változik, így halad a belterület nyugati széléig. Ott újra délebbnek fordul, a község délnyugati üdülőövezeti részén a Kishegyi utca nevet veszi fel, 16,2 kilométer után elhagyja az utolsó itteni házakat is, délnyugati irányba fordulva.
20,2 kilométer után éri el a Pakshoz tartozó Dunakömlőd határszélét, ott majdnem pontosan nyugati irányt követve; így keresztezi, utolsó méterein a Pusztaszabolcs–Paks-vasútvonal nyomvonalát, és így is ér véget, beletorkollva a 6-os főútba, annak a 104+250-es kilométerszelvénye közelében. Egyenes folytatása a 62 134-es számú mellékút, amely – úgy tűnik – nem más, mint Dunakömlőd történelmi főutcája, mely dél felé végigkanyarog a hajdan önálló falu központján, majd annak déli szélén visszacsatlakozik a 6-os főúthoz.
Teljes hossza, az országos közutak térképes nyilvántartását szolgáló kira.gov.hu adatbázisa szerint 21,700 kilométer.

## Települések az út mentén
- Dunaföldvár
- Bölcske
- Madocsa
- Paks-Dunakömlőd